# Дьяченко, Андрей Александрович
Андрей Александрович Дьяченко (род. 14 июня 1982) — российский военный лётчик, подполковник, Герой Российской Федерации (16.03.2016).

## Биография
Андрей Дьяченко родился в Зимовниковском районе Ростовской области. В Российской армии с 1999 года. После окончания Краснодарского высшего военного авиационного училища лётчиков в 2004 году проходил службу на лётных должностях в ВВС. Служил в 611-м истребительном авиационной полку.
С 2015 года участвовал в Военной операции России в Сирии.
Указом Президента Российской Федерации от 16 марта 2016 года Дьяченко Андрей Александрович, майор, заместитель командира авиационной эскадрильи 47-го смешанного авиационного полка 105-й гвардейской смешанной авиационной дивизии 6-й армии ВВС и ПВО за героизм, мужество и отвагу, проявленные при исполнении воинского долга, удостоен звания Героя Российской Федерации.
Продолжает службу в Российской армии. Подполковник. В 2021 году — слушатель командного факультета ВУНЦ ВВС «Военно-воздушная академия имени профессора Н.Е. Жуковского и Ю.А. Гагарина» (Воронеж).

## Награды
- Медаль «Золотая Звезда» № 1054;
- Медаль «За воинскую доблесть» 2 степени;
- Медаль «За отличие в военной службе» 1 степени;
- Медаль «За отличие в военной службе» 2 степени;
- Медаль «За отличие в военной службе» 3 степени;
- Медаль «Участнику военной операции в Сирии».